# Oude Delft

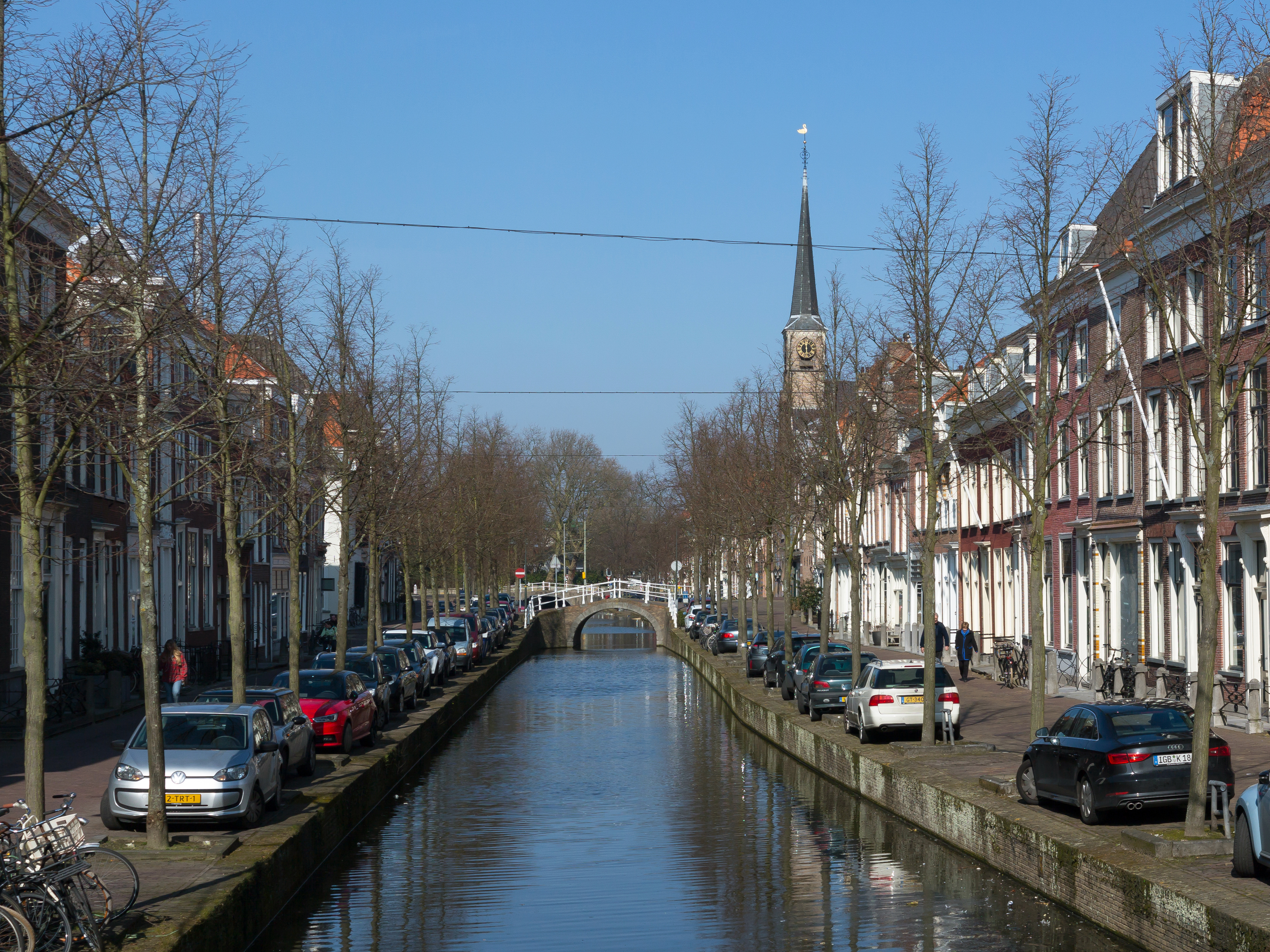
Straatzicht het Oude Delft (vanaf de Bagijnhofbrug).

Het Oude Delft is de oudste gracht en een straat in de stad Delft, in de Nederlandse provincie Zuid-Holland. Hij loopt grofweg in noord-zuidrichting en doorsnijdt het westelijk deel van de binnenstad.
De historische Delf (van delven, graven) was een gegraven verlenging in noordelijke richting van het natuurlijke water de Schie, en werd vermoedelijk omstreeks 1100 gegraven toen er van de stad Delft nog geen sprake was. Hij diende om het omliggende ontginningsgebied te ontwateren. Toen aan het einde van de 12e eeuw parallel aan de Delf een tweede gracht werd gegraven ontstonden de namen Oude Delft en Nieuwe Delft. (Die laatste draagt tegenwoordig achtereenvolgens de straatnamen Lange Geer, Koornmarkt, Wijnhaven, Hippolytusbuurt en Voorstraat.) In de dertiende eeuw werd de Oude Delft verlengd en aangesloten op de Delftse Vliet. Daardoor werd de ontwatering en de handel per schip bevorderd.
Zowel aan de noord- als aan de zuidzijde waren de twee grachten verbonden door een kolk – de noordelijke Kolk draagt nog steeds die naam. Het ingesloten land werd bij het graven van de Nieuwe Delft met klei opgehoogd en vormde de basis van de stad. In de Gouden Eeuw was dit hoger gelegen land in de drassige binnenstad een populaire woonplaats voor vermogende kooplieden. Aan het Oude Delft bevinden zich dan ook veel herenhuizen, die vaak de status van rijksmonument hebben.
Omstreeks 1300 kreeg Delft, als deel van zijn verdedigingswerken, voor het eerst een buitengracht. De hedendaagse opvolger van die buitengracht vormt tegenwoordig samen met het buitensteedse deel van de oorspronkelijke Delf de (Delftse) Schie.
In 1866 ging over het Noordeinde en de Oude Delft de eerste interlokale paardentram van Nederland rijden, vanuit Den Haag. In 1887 werd dit een stoomtramlijn. In 1923 werd die vervangen door een elektrische tramlijn. Maar die mocht niet over de grachten rijden, vanwege de bovenleiding. De HTM wilde dat wel, wat tot lange protesten en discussies leidde. Tot uit Amerika kwamen de protesten. In 1921 werd een proef gehouden; een stoomtram trok een elektrische tram over de Oude Delft. Hoewel het goed ging was men niet overtuigd, en ging het niet door. Uiteindelijk, in 1929, werd de elektrische tram om de binnenstad heen geleid, en dat is nog steeds zo. Alle drie de tractievormen hadden hun eindpunt nabij de Rotterdammer poort.

## Gebouwen
Gezichtsbepalende gebouwen aan de Oude Delft:
- het voormalig Legermuseum
- het Sint-Barbaraklooster
- Oude Delft 95, o.a. voormalig hoofdgebouw TH Delft
- Sociëteit "Tyche" (Oude Delft 123)
- de Sint-Hippolytuskapel
- het Gemeenlandshuis
- het Prinsenhof
- de Oude Kerk
- Oude Delft 35 (oudste studentenhuis van NL)
- de VOC-Kamer Delft aan de Oude Delft 39
- het Jongenshuis op 137
- het Meisjeshuis[4]

## Sociëteiten
Een groot deel van de Delftse studentenverenigingen heeft hun sociëteit aan deze gracht; de sociëteiten van D.S.V. Sint Jansbrug, KSV Sanctus Virgilius, Delftsche Studenten Bond (DSB) en C.S.R.-Delft zijn alle gevestigd aan de Oude Delft. Ook de voormalige sociëteit van KSV Sanctus Virgilius staat aan deze gracht, Heerensociëteit Oude Delft 18. Daarnaast is sinds juni 2004 tevens Sociëteit Het Meisjeshuis gevestigd in het voormalige gelijknamige weeshuis.

## Bruggen
Van noord naar zuid:
- Wateringsevest
- Roosbrug
- Bagijnhofbrug
- Harmen Schinkelbrug
- Bartholomeusbrug
- Heilige Geestbrug
- Jeronymusbrug
- Mauriciusbrug
- Sint Jansbrug
- Weesbrug
- Zuidwal

## Fotogalerij

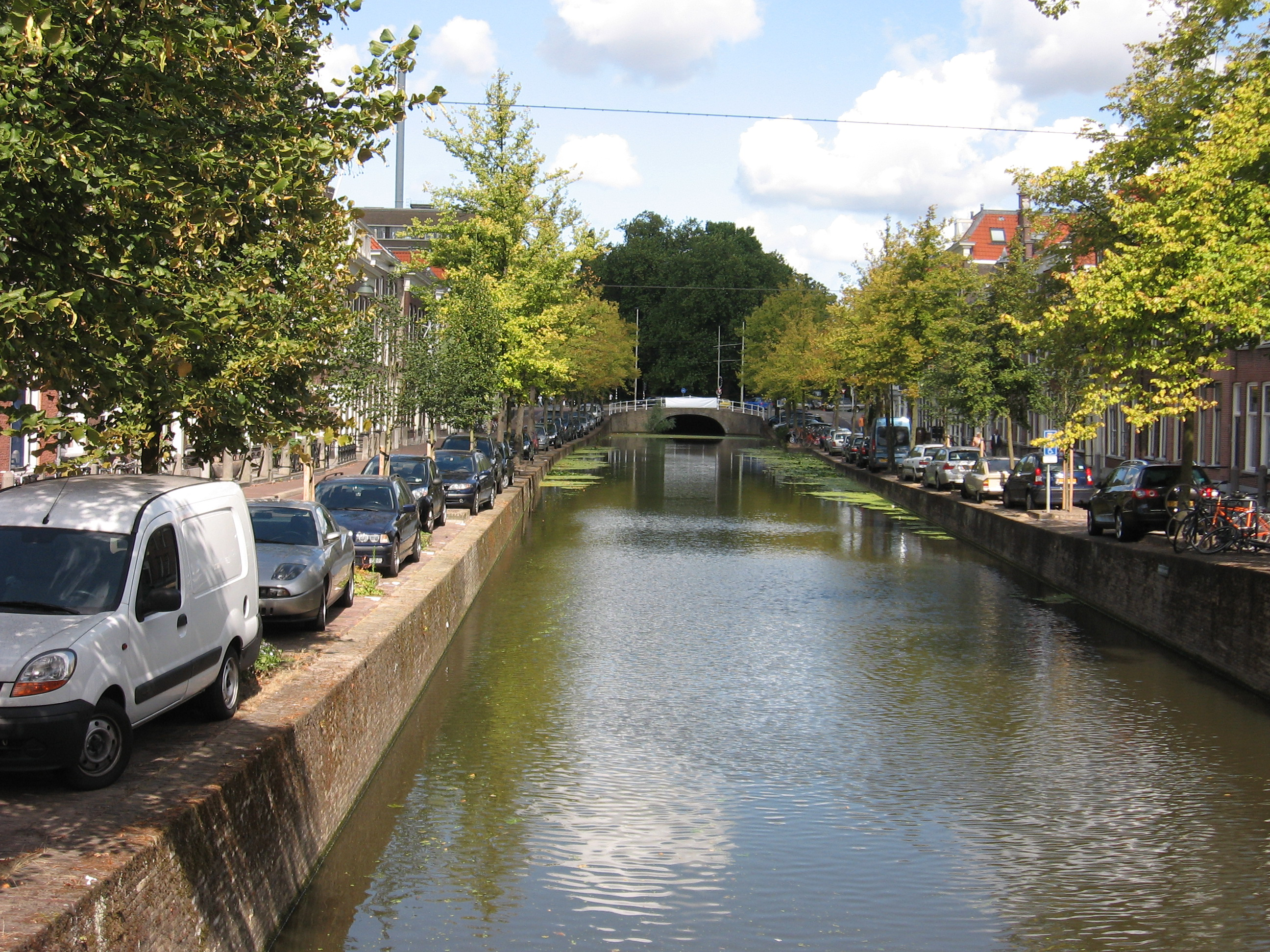
Brug Wateringsevest
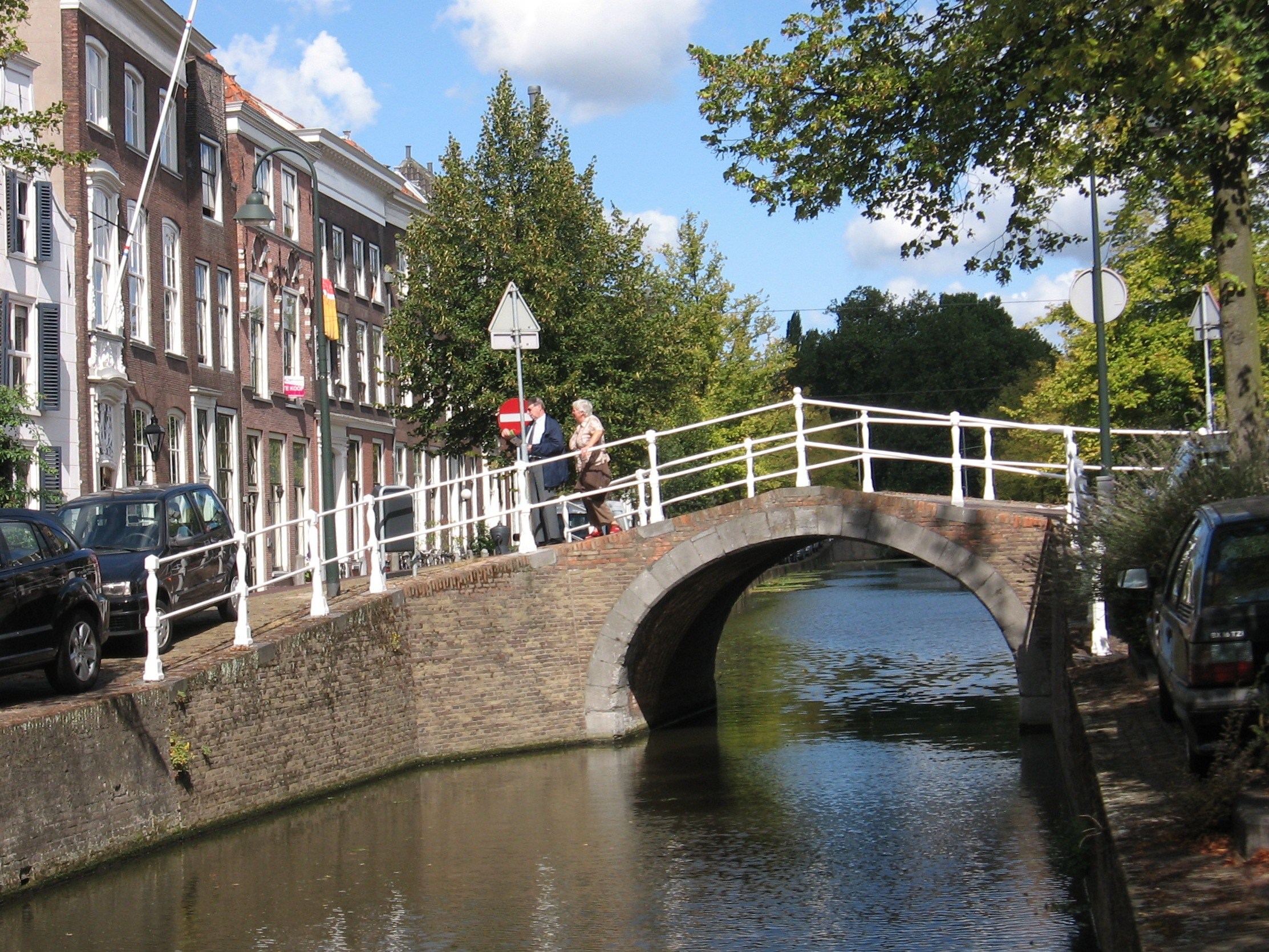
Roosbrug
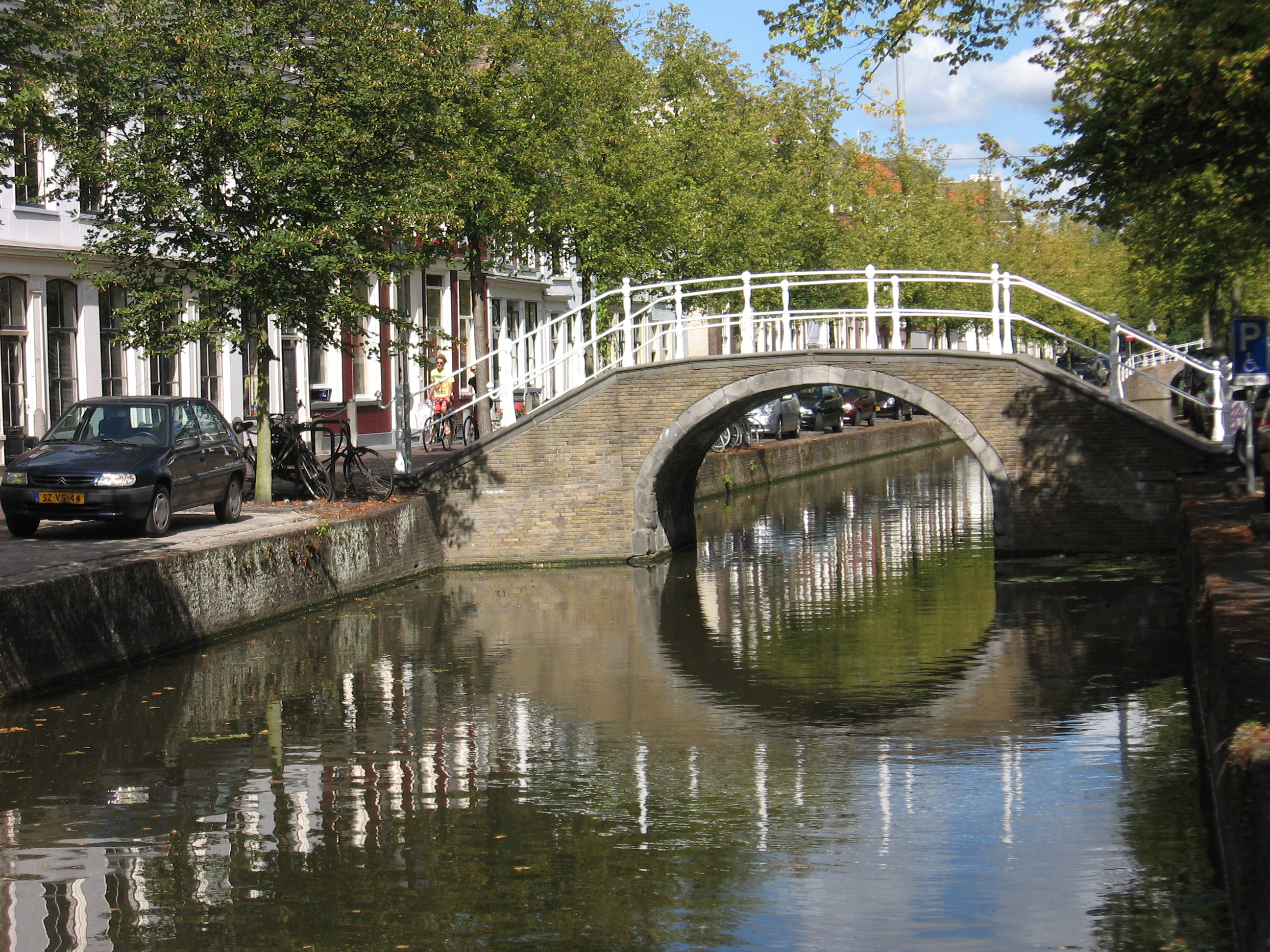
Bagijnhofbrug
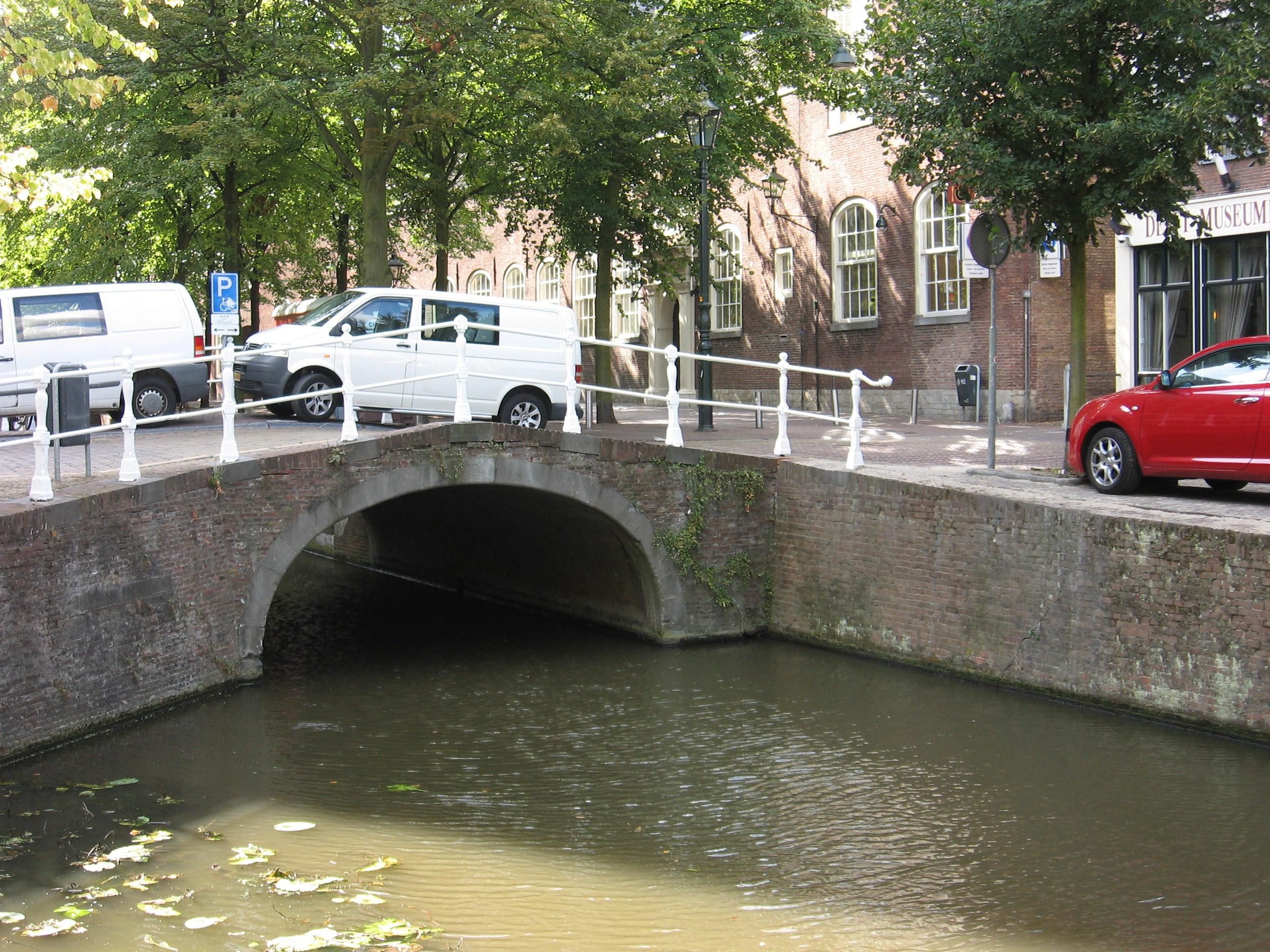
Harmen Schinkelbrug
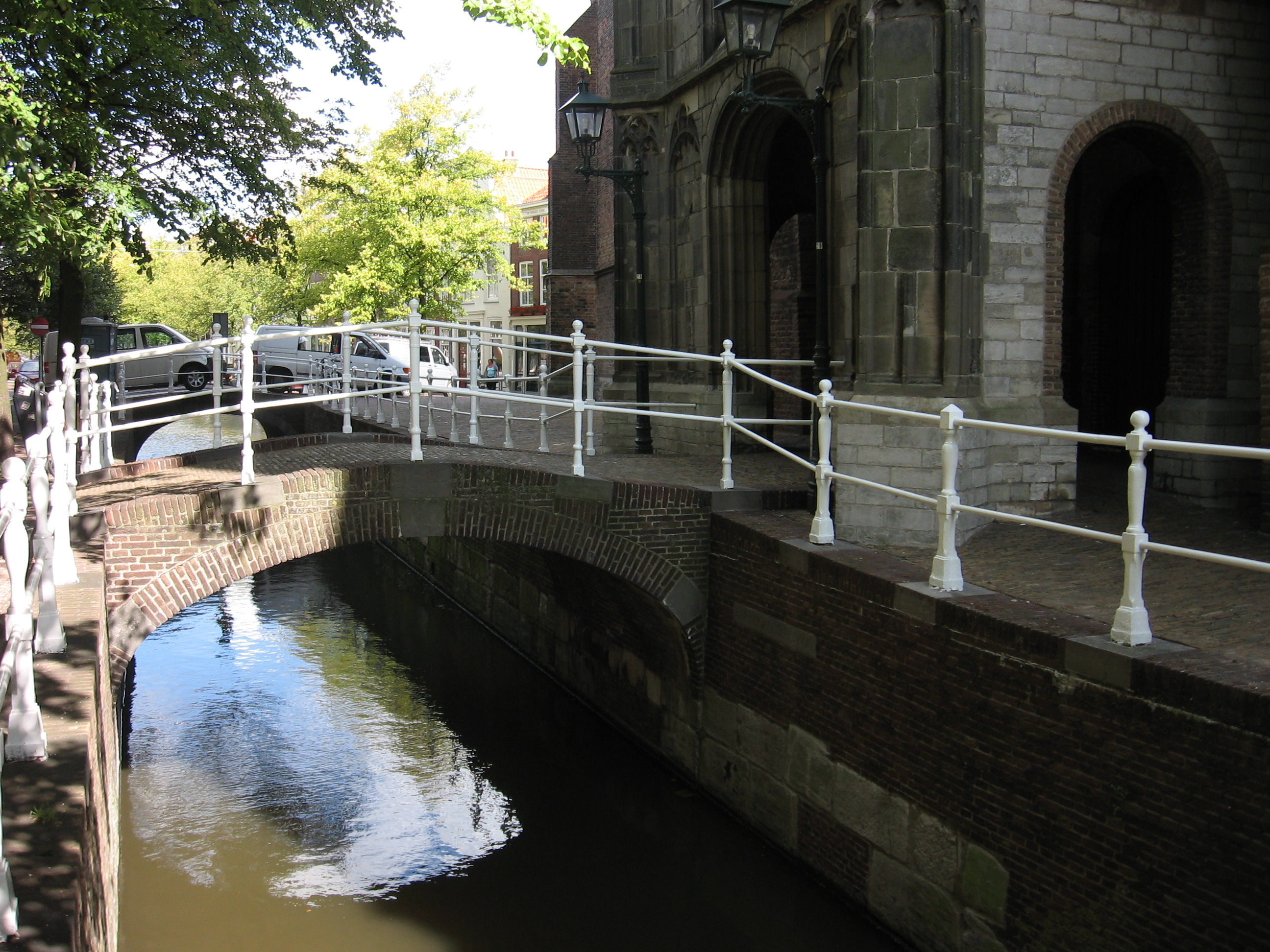
Bartholomeusbrug
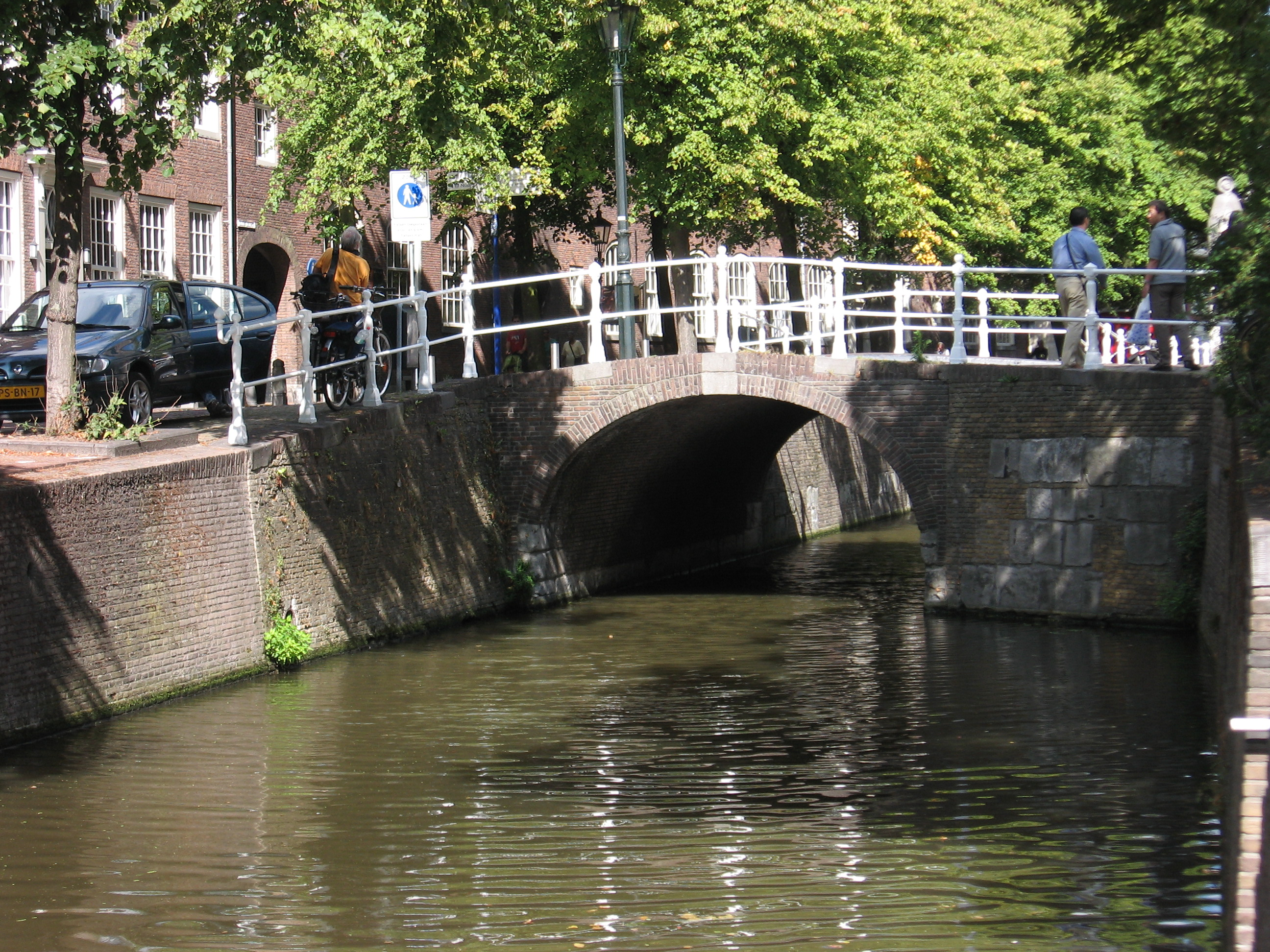
Heilige Geestbrug
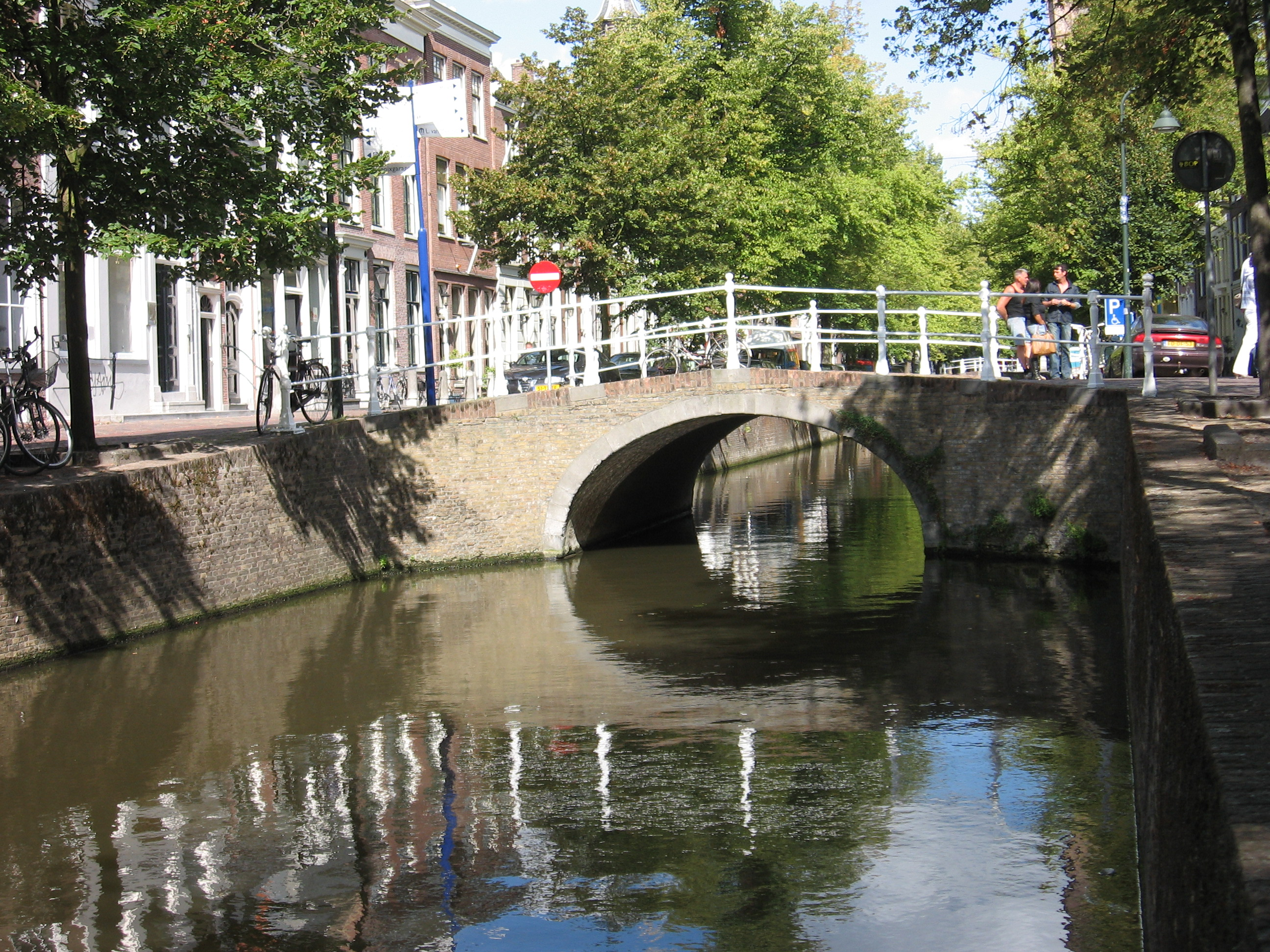
Jeronymusbrug
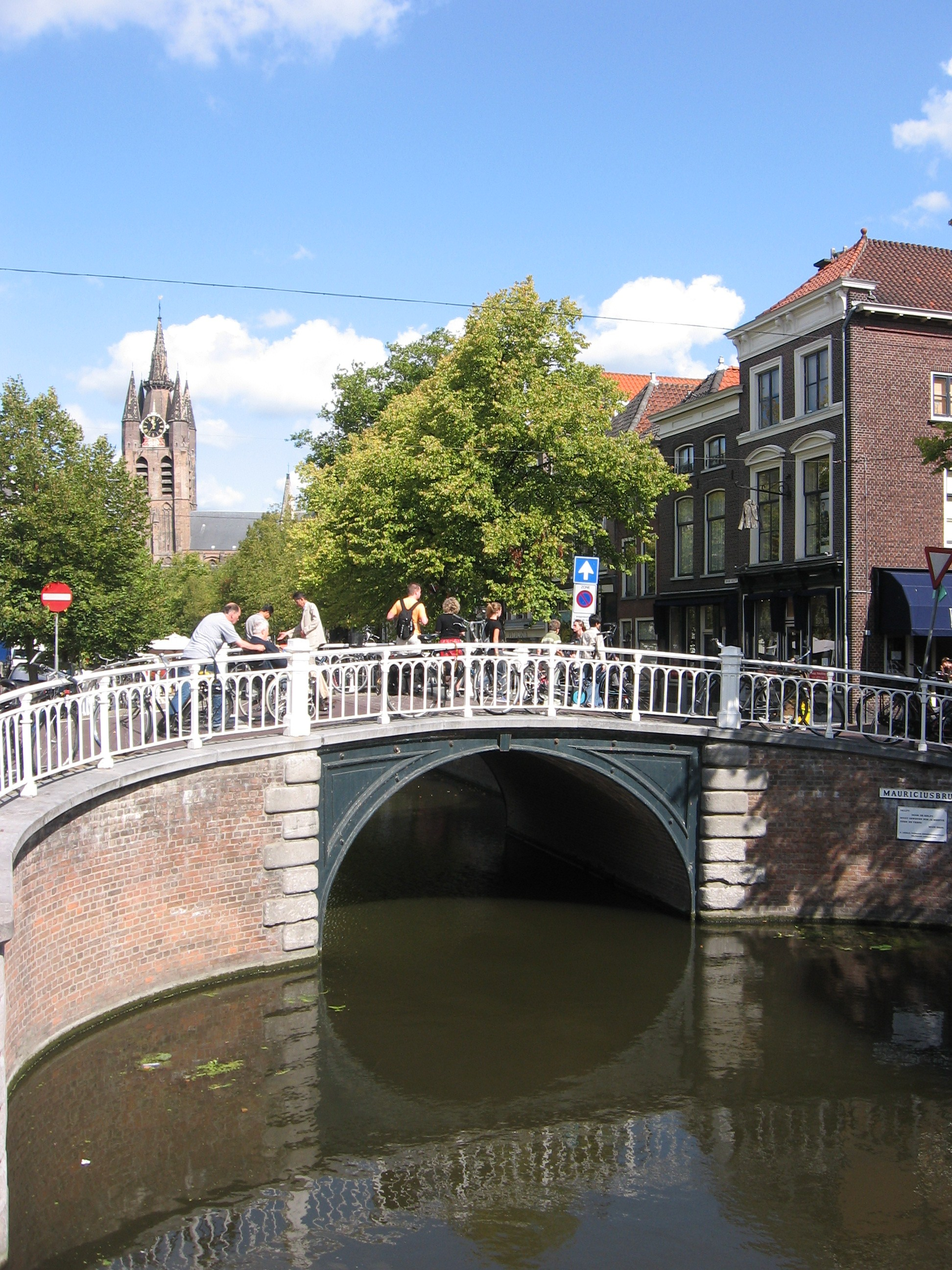
Mauriciusbrug
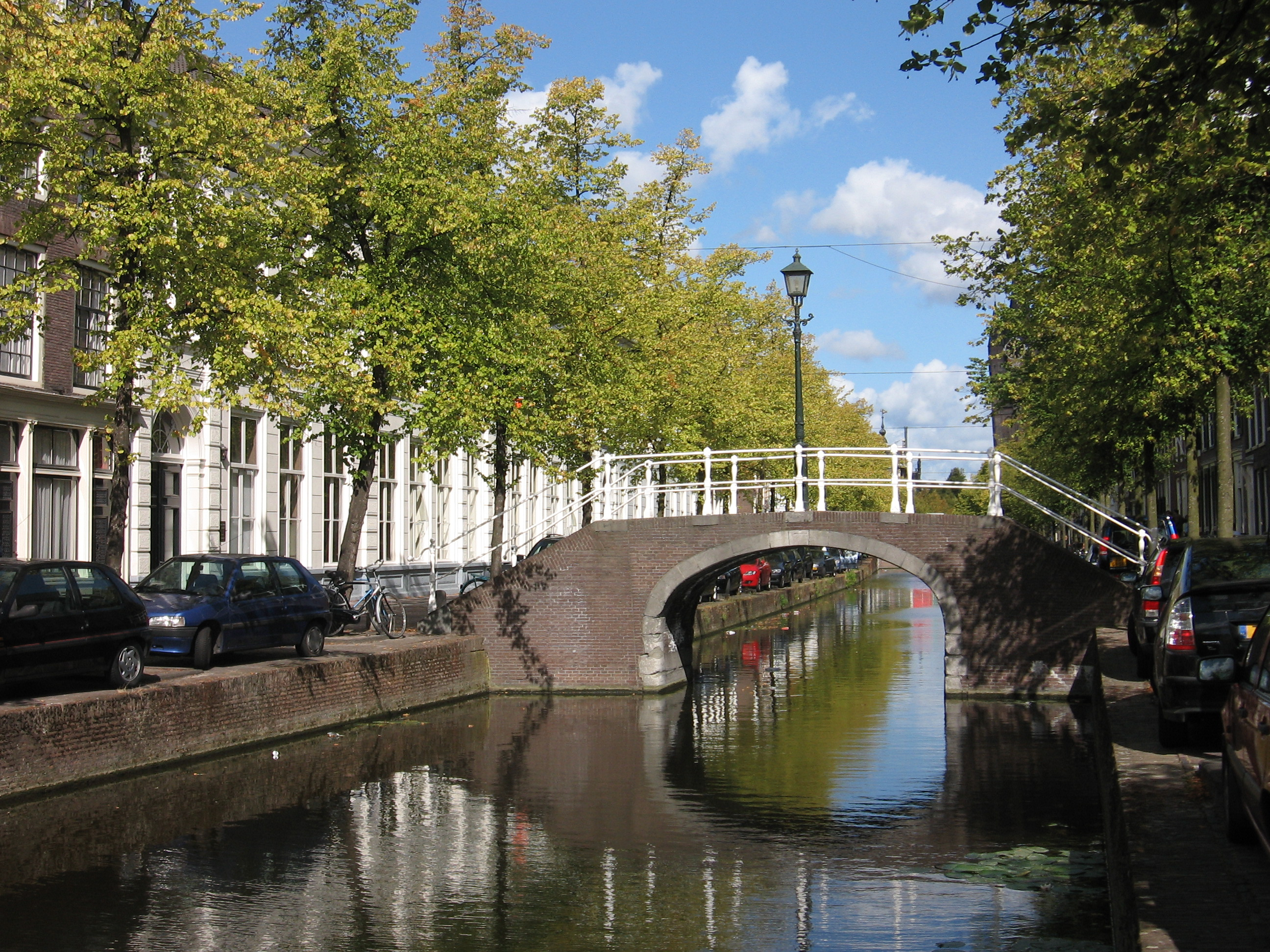
Sint Jansbrug
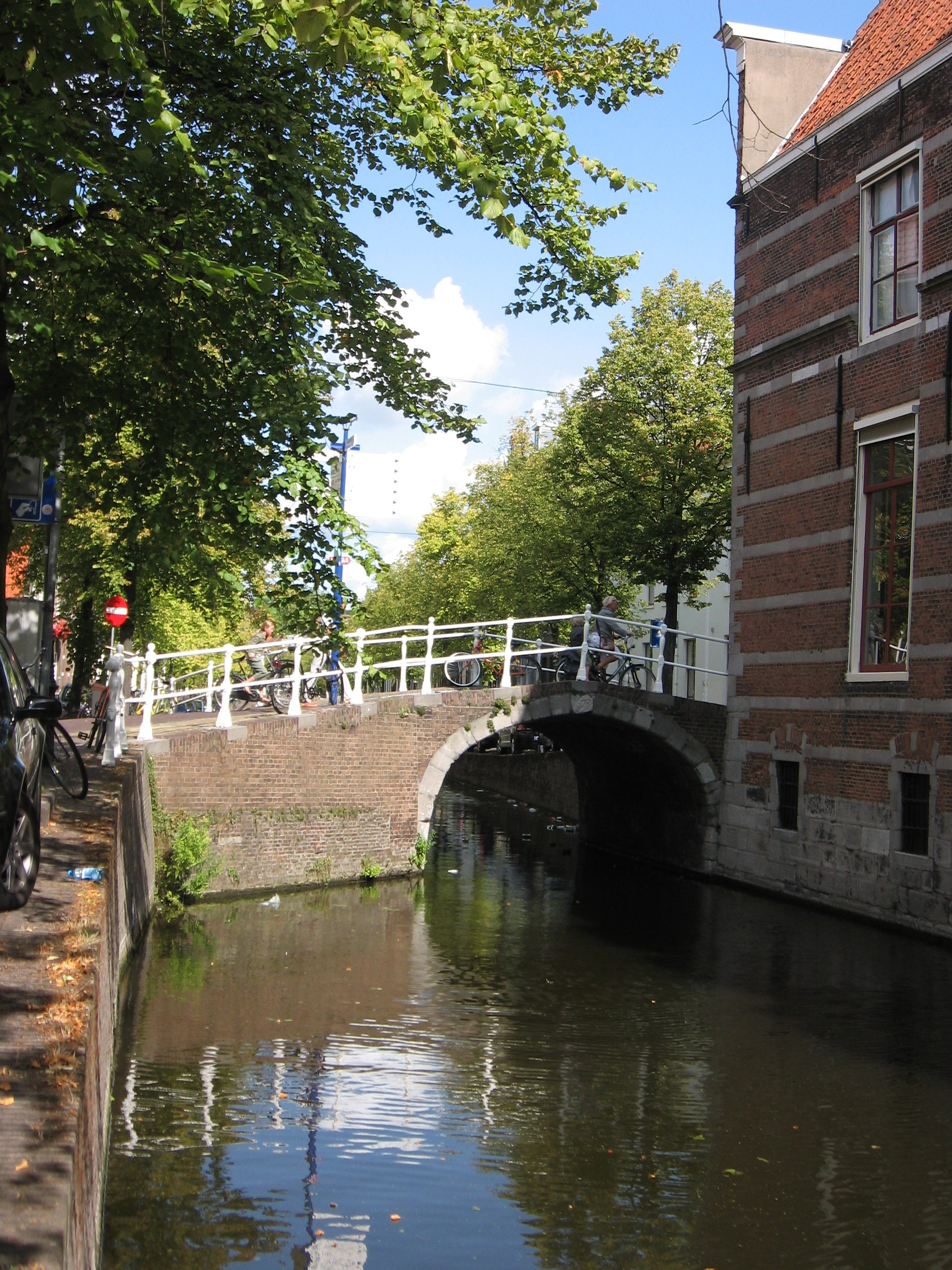
Weesbrug
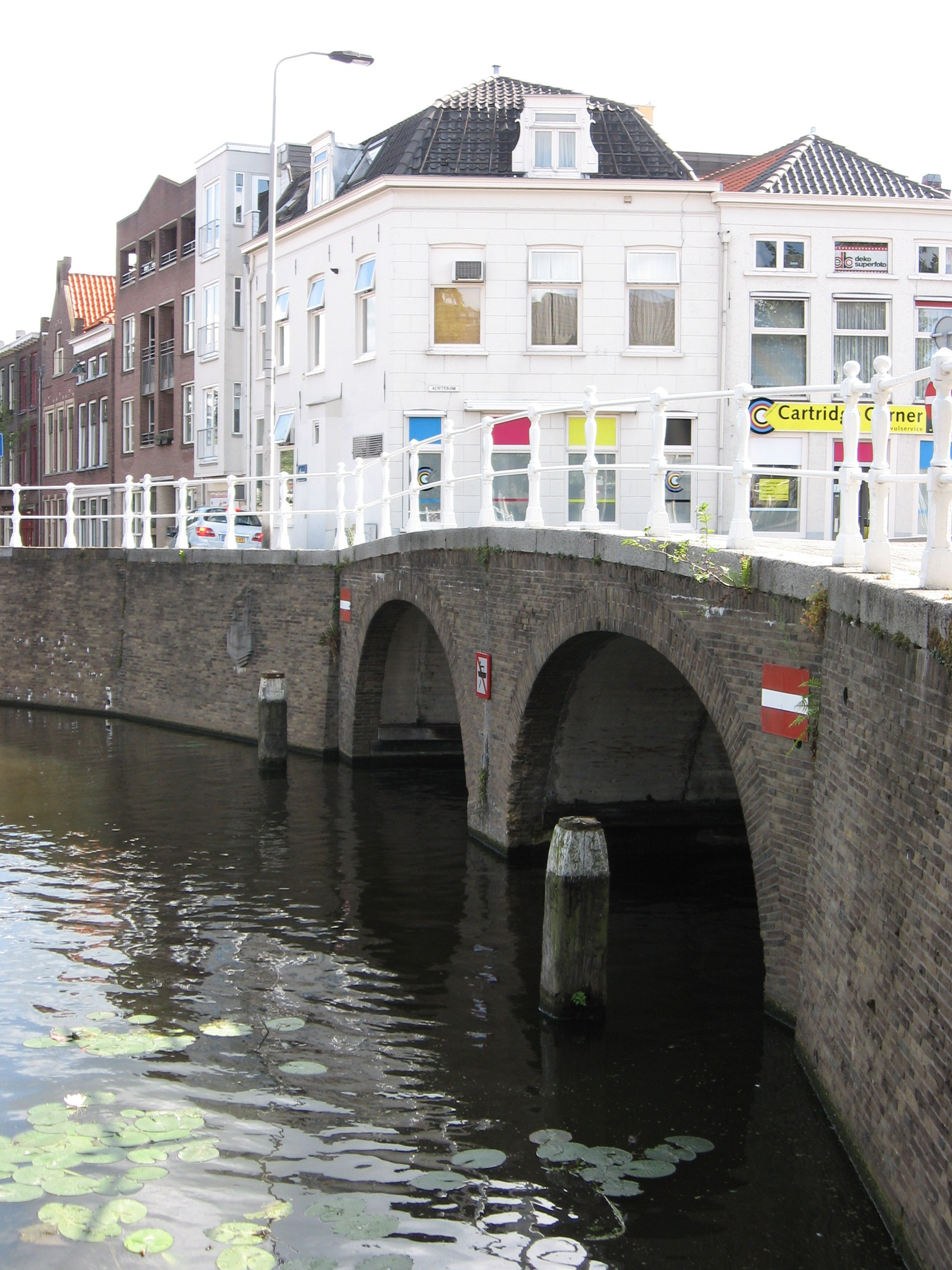
Brug Zuidwal
- Oude Delft nabij de Oude Kerk, 1923